# تيريل مانينغ
تيريل مانينغ (بالإنجليزية: Terrell Manning)‏ هو لاعب كرة قدم أمريكية أمريكي، ولد في 16 أبريل 1990 في لورينبرغ في الولايات المتحدة.

## وصلات خارجية
- تيريل مانينغ على موقع مرجع كرة القدم المحترفة.كوم (الإنجليزية)